# Científico Supremo
Científico Supremo es un nombre utilizado por diferentes personajes de ficción que aparecen en los cómics estadounidenses publicados por Marvel Comics.

## Descripción
El Científico Supremo a menudo se describe como el líder máximo de A.I.M., y también se lo puede describir como el homólogo científico del Hechicero Supremo de la Tierra.

## Versiones conocidas

### Yandroth
Yandroth era el humanoide Científico Supremo del planeta tridimensional Yann, y una contraparte del título de Hechicero Supremo del Doctor Strange.

### Lyle Getz
Lyle Getz fue la primera persona en usar el alias de Científico Supremo dentro de A.I.M. Dirigió y supervisó el experimento de M.O.D.O.K. y luego Getz fue asesinado por su propio experimento después.

### Victorius
Para el hijo cyborg de Ultron que también se conoce como "Victorius", vea Victor Mancha.
Victor Conrad fue el segundo individuo en utilizar la personalidad del Científico Supremo dentro de A.I.M. Un científico de A.I.M. que trabajaba para A.I.M. y que logró duplicar el suero del súper soldado que había transformado a Steve Rogers en el Capitán América, Conrad bebió el suero él mismo y se convirtió en un ser humano físicamente perfecto. Nombrado a sí mismo Victorius, primero intentó hacerse cargo de A.I.M.  De no hacerlo, más tarde adoptó la filosofía de adoración a la muerte del Culto de la Entropía y se convirtió en su nuevo líder. Robó el Cubo Cósmico para usarlo en la creación de Jude el Hombre Entrópico como un medio de propagar la destrucción. Jude se rebeló contra Victorius, y cuando Jude, Victorius, el Cubo y el Hombre Cosa entraron en contacto físico entre sí, Jude y Victorius se transformaron en una forma de cristal radiante. Años más tarde, Andrew Forson revela que Pájaro Burlón había estado trabajando en secreto para él en ese momento y que Pájaro Burlón se utilizó para "sacar a Victorius del camino" para hacerse cargo del Culto de la Entropía.

### George Clinton
George Clinton fue el segundo individuo en utilizar la personalidad del Científico Supremo dentro de A.I.M. Clinton le proporcionó a Red Skull, Arnim Zola y Hate-Monger una versión restaurada del Cubo Cósmico; sin embargo, los tres supervillanos le agotaron la mente (junto con muchos otros) como fuente de energía para el mismo dispositivo que ayudó a restaurar.

### Valdemar Tykkio
Valdemar Tykkio fue el tercer individuo en utilizar la personalidad del Científico Supremo dentro de A.I.M. Valdemar tuvo encuentros ocasionales con Iron Man mientras trataba con su hermano Yorgon Tykkio tratando de tomar su codiciada posición.

### Cuarto Líder A.I.M.
Un cuarto individuo había usado la personalidad del Científico Supremo dentro de A.I.M. Este Científico Supremo tuvo un trato con HYDRA para eliminar a Madame Máscara, lo que resultó en un enfrentamiento con Iron Man y Hulk.

### Monica Rappaccini
Monica Rappaccini es la quinta persona que usa el alias de Científico Supremo dentro de A.I.M.

### Hank Pym
En un momento dado, Hank Pym creció a un tamaño lo suficientemente grande donde se encontró con la entidad cósmica, Eternidad, reclamando a la primera que él es el "Científico Supremo" de la Tierra. Cuando Hank Pym le contó a Loki sobre esto, el dios tramposo afirma que estaba usando la forma de la Eternidad para engañar al supuesto Científico Supremo. Hank Pym cuestionó la explicación de Loki. Si no fue realmente Loki disfrazado no ha sido respondido.

### Andrew Forson
Andrew Forson es el sexto personaje dentro de A.I.M. que usa el título de Científico Supremo. El personaje apareció por primera vez en Fantastic Four # 610 y fue creado por Jonathan Hickman y Ryan Stegman.
Forson fue el Científico Supremo de A.I.M. después de que la organización se hizo pública y estableció su base en la nación isleña ahora soberana de Barbuda y derrocó al Mago con el consentimiento del resto de A.I.M. Barbuba pasó a llamarse Isla A.I.M.
Forson aparece como el Líder Supremo del nuevo Alto Consejo de A.I.M., que consiste en Gravitón (como Ministro de Ciencia), Jude el Hombre Entrópico(como Ministro de Salud), Mentallo (como Ministro de Asuntos Interiores), Superia (como el Ministro de Educación en Bagalia), la Súper Adaptoide femenina (como Ministra de Estado en Bagalia) y el encubierto Taskmaster (como Ministro de Defensa). Forson luego lleva a A.I.M. a asistir a una exposición de armas, lo que llevó a A.I.M. a luchar contra los Vengadores Secretos. Durante la batalla, Forson aprovecha la oportunidad para robar la armadura Iron Patriot. Daisy Johnson lanzó una operación no autorizada para enviar a los Vengadores Secretos a la Isla A.I.M. para asesinar a Forson, y el grupo aparentemente lo mató. A pesar de que Johnson terminó suspendido por romper el protocolo y Maria Hill fue puesta a cargo de S.H.I.E.L.D. nuevamente, se reveló que Forson estaba vivo todo el tiempo, y se sabe que A.I.M. es un nuevo miembro permanente del Consejo de Seguridad.
Forson encuentra a Superia cuando está gravemente herida después de un incidente en la isla A.I.M. con respecto a una criatura escapada. Un agente de A.I.M. luego se acerca a Forson y Superia mostrándoles un holograma en 2-D del organismo que golpea a los Vengadores. Orgulloso de esto, Forson ordena que se active su translocador y que recupere a su "hijo perdido".
Cuando Taskmaster es asesinado y aparentemente asesinado por Pájaro Burlón ahora bajo el control de Forson, Forson reveló que Pájaro Burlón estaba trabajando en secreto para Forson hace años, y que usó Pájaro Burlón para "sacar a Victorioso del camino" para que pudiera hacerse cargo del Culto de la entropía. Forson también usa Adaptoides de una realidad alternativa para combatir a los Vengadores.
Utilizando un dispositivo aún no identificado, Forson y A.I.M aceleran el flujo del tiempo en los límites de la isla A.I.M., creando en cuestión de horas el año real de progreso y transformando A.I.M. en un imperio tecnológicamente avanzado. Cuando Smasher llega a la isla, Forson hace que Jude el Hombre Entrópico la transforme en su mensajera.
Forson es un científico experimentado con intelecto de nivel genio.

## En otros medios

### Televisión
- El Científico Supremo de A.I.M. aparece en Iron Man: Armored Adventures. En el episodio "Ready, AIM, Fire", se demostró que estaba entre los agentes de A.I.M. que trabajaban en M.O.D.O.K. En "Diseñado solo para el caos", A.I.M. logra crear M.O.D.O.K. utilizando el Láser Viviente. El Científico Supremo es asesinado en última instancia por M.O.D.O.K. para que M.O.D.O.K. pueda tomar el control de A.I.M.; Irónicamente, tenía la intención de poner a M.O.D.O.K. al mando de A.I.M. de todos modos.
- Dos versiones diferentes del Científico Supremo de A.I.M., aparecen en The Avengers: Earth's Mightiest Heroes: 
  - La primera iteración (expresada por Nolan North[24]) que se ve en la versión inicial es similar a la iteración desconocida. En "La Fuga" Pt. 1, el Científico Supremo no identificado tiene un trato con Lucia von Bardas (en nombre del Doctor Doom) que es interrumpido por Iron Man (Tony Stark). Lo transfieren a la Bóveda solo cuando ocurren los brotes de la prisión, escapando junto con otros villanos. En "Solo contra AIM", el Científico Supremo obtiene su revancha al desatar a Tecnívoro dentro de Industrias Stark. También tiene como rehén a Pepper Potts hasta que es vencido por los Vengadores.
  - Lyle Getz (voz de Kyle Hebert[25]) es la segunda iteración. En "Prisionero de Guerra", Getz es capturado por un imitador Skrull. Aunque encarcelado, ayuda al Capitán América (Steve Rogers) y otras personas capturadas (Mujer Invisible, Cobra, Madame Hydra, Clay Quartermain y Henry Peter Gyrich) a escapar de los Skrulls y Super-Skrull. En "Secret Invasion", el impostor Skrull de Getz usa sus satélites cuando la invasión de Veranke no estaba a favor de los Skrull, sin embargo, los satélites de Getz fueron destruidos por Thor y su impostor Skrull fue arrestado por agentes de S.W.O.R.D.
- Una repetición amalgamada del Científico Supremo de A.I.M. aparece en Avengers: Ultron Revolution, con la voz de Jim Meskimen.[26] Esta versión tiene la apariencia de George Clinton, el acento de Valdemar Tykkio y el atuendo de Andrew Forson. En el episodio "Adaptándose al cambio", tiene tres Adaptoides avanzados que luchan contra los Vengadores. El Científico Supremo luego se fusiona con los tres Adaptoides para ser el Adaptoide Supremo, lo que resulta en una lucha más desafiante, pero finalmente termina siendo derrotado por los Vengadores. Sin embargo, el duplicado rescatado de Ultron absorbe los restos del Adaptoide, supuestamente matando al Científico Supremo en el proceso.
- La versión de Monica Rappaccini de Científico Supremo aparece en la serie animada Spider-Man, con la voz de Grey DeLisle.[27] Esta versión es un Científico Supremo de A.I.M. que supervisa su frente en un internado de élite llamado Academia Bilderberg mientras se hace pasar por su directora. En el episodio "School of Hard Knocks", realizó un experimento con la etiqueta 237 en estudiantes seleccionados que les permite tener los poderes combinados del Capitán América, la Capitana Marvel y Hulk. Después de someter a uno de los estudiantes escapados, Spider-Man se infiltra en la Academia Bilderberg y se encuentra con Ms. Marvel a quien Iron Man le ha asignado hacer lo mismo. Cuando los dos héroes la confrontan, ella manipula al estudiante Grady Scraps para que sincronice los poderes con el estudiante Douglas y un estudiante al azar. Debido a la sobrecarga de Grady al ser arrojado a la cámara, Spider-Man y Ms. Marvel invierten el procedimiento justo a tiempo para que Iron Man y Black Widow reúnan a los agentes de A.I.M. involucrados y los entreguen a la policía.
- La encarnación de Monica Rappaccini del Científico Supremo de A.I.M. aparece en la serie animada M.O.D.O.K., con la voz de Wendi McLendon-Covey.

### Videojuegos
- Una versión del Científico Supremo de AIM aparece en Marvel Avengers Academy. Si bien es el líder de AIM, también es el director del Instituto de Super-Tecnología AIM.
- Un Científico Supremo femenino aparece en Marvel Strike Force.
- La versión de Monica Rappaccini de Científico Supremo aparece en Marvel Powers United VR, con la voz de Jennifer Hale.[28]